# 米氏大眼鯛
米氏大眼鯛，為輻鰭魚綱鱸形目的其中一個種，分布於東太平洋區，包括夏威夷群島、中途島等海域，棲息深度3-230公尺，體長可達33公分，棲息在潟湖或海藻床，為夜行性魚類，屬肉食性，以魚、蝦、蟹為食，可作為食用魚或觀賞魚。